# 中国铁路昆明局集团
中国铁路昆明局集团有限公司，原称昆明铁路局，是中国国家铁路集团属下的铁路运输企业，管辖线路跨越川黔滇三省，主要负责区内旅客乘降和货物运输组织工作。昆明铁路局管理的线路总延展长度为3083.0公里，营业里程1923.7公里。下辖车站有197个，其中特等站2个，一等站1个，二等站8个，三等站12个，编组站1个。该局的管辖路段由于历史因素，是全中国大陆铁路局中唯一的一个準轨、米轨、寸轨三种路轨并存的铁路局。昆明局集团也是第一家参与经营海外铁路的中国铁路分局，即老挝磨万铁路，将中国内地的铁路管理经验带进东南亚，亦是继港铁公司后第二间参与境外铁路运营的中国铁路运营商。

## 沿革

### 成立初期
1950年3月7日，中国人民解放军昆明市军事管制委员会派遣军代表接管了“昆明区铁路管理局”，实行军事管制，由西南军政委员会交通部与昆明市军事管制委员会双重领导。同时，私营商办的个碧石铁路公司也进驻军代表，实行公私合营。1950年10月，昆明区铁路管理局改名为昆明铁路管理局。1951年1月，昆明铁路管理局划归正在修建成渝铁路的铁道部西南铁路工程局领导，暂按铁路分局的组织条例组建昆明铁路管理局机关。1951年6月，军事管制结束，全局有4188人。
1953年1月，铁道部西南铁路工程局撤销，昆明铁路管理局由铁道部直接管理。1953年4月，更名为昆明铁路局。1954年12月，公私合营个碧石铁路公司撤销，所属机构、人员、设施并入昆明铁路局，但计划、财务仍保持独立核算。1956年4月，更名为昆明铁路管理局。1957年1月1日，个碧石铁路公司完全并入昆明铁路局，改为国营性质。
1958年，铁路实行工程建设与运营管理合一体制，昆明铁路管理局更名为昆明铁路局。同时，昆河铁路的碧河段修复竣工交付运营，云南与中国内地的铁路运输通过越南联通。1960年，设昆明、开远、鸡街、宜良、禄丰5个地区办事处，实行局-办事处-站段的三级管理体制。1963年，办事处减为昆明、开远两处作为局派出机构。1964年初，撤销办事处，改为局直管站段的两级管理体制。1966年贵昆铁路全线通车，云南铁路直接并入全国铁路网。
1967年3月6日，云南省军区对昆明铁路局实行军管，组成临时生产委员会。1968年2月26日，改为生产指挥部。1968年5月29日，组建昆明铁路局革命委员会，设政治、生产指挥、行政工作3部及办公室。1970年，成昆铁路通车。1970年8月1日，设立昆明铁路分局、开远铁路分局，实行局-分局-站段三级管理体制。1973年11月，结束军事管制。1975年，昆明分局辖昆明、昆明东2个直属站，曲靖、昆明、广通3个车务段；开远分局辖开远、山腰2个直属站，宜良、雨过铺2个车务段。1985年3月1日，撤销昆明铁路分局，所辖各站段由铁路局直接领导，设立昆明、广通、曲靖、直属4个办事处。

### 昆明铁路分局时期
1986年1月1日，昆明铁路局降为昆明铁路分局，由成都铁路局管理。昆明铁路局撤销时，直属宣威站、昆明东站、昆明站3个直属站；红果、曲靖、昆明、昆明西、广通5个车务段；昆明客运段；昆明、广通2个机务段；昆明车辆段；红果、曲靖、塘子、昆明、广通、元谋6个工务段；曲靖、昆明、广通3个电务段；昆明、广通2个水电段；昆明、广通2个房建段；昆明生活段；昆明、昆明东2个大修段。开远铁路分局辖昆明北站、开远站、王家营3个直属站；宜良、雨过铺、（芷村）车务段；开远客运段；宜良、开远、（鸡街）机务段；昆明东、开远车辆段、宜良、芷村、鸡街工务段；宜良、开远电务段；开远水电段、开远房建段、开远生活段、王家营大修段。

### 昆局复设时期
1997年，昆明铁路局进行了工商登记。

### 昆明局集团时期
2017年11月4日，经国家工商行政管理总局核准，昆明铁路局名称变更为中国铁路昆明局集团有限公司（(国)名称变核内字[2017]第5293号）。
2017年11月15日，在国家企业信用信息公示系统中，中国铁路昆明局集团有限公司已完成工商登记变更。工商登记变更后，中国铁路昆明局集团有限公司仍为中国铁路总公司100%控股的公司，公司由原先的全民所有制企业变成有限责任公司（非自然人投资或控股的法人独资）企业，注册资本由原先的895.04112亿元变更为811.6414亿元人民币，经营范围不变。
2017年11月19日，中国铁路昆明局集团有限公司正式挂牌。

## 机构设置
中国铁路昆明局集团有限公司设置下列站段：

### 直属车站
- 昆明站
- 昆明东站

### 车务段
- 昆明车务段
- 曲靖车务段
- 广通车务段
- 开远车务段
- 普洱车务段
  - 中老铁路万象运营管理中心

### 客运段
- 昆明客运段

### 车辆段
- 昆明车辆段
- 昆明北车辆段

### 机务段
- 昆明机务段
- 大理机务段

### 工务段
- 昆明工务段
- 曲靖工务段
- 开远工务段
- 广通工电段

### 工务机械段
- 昆明工务机械段

### 电务段
- 昆明电务段
- 昆明南电务段

### 供电段
- 昆明供电段
- 玉溪供电段

### 通信段
- 昆明通信段

### 基础设施段
- 普洱基础设施段

## 历任领导
昆明铁路局
| 局长 - 闻清良（2010年4月—2011年8月） - 刘振芳（2011年8月—2013年1月） - 刘柏盛（2013年1月—2017年9月） | 党委书记 - 周荣（？—2017年9月） |

中国铁路昆明局集团有限公司
| 董事长 - 周荣（2017年9月—） | 总经理 - 王耕捷（2017年—） | 党委书记 - 周荣（2017年9月—） |

## 管辖范围

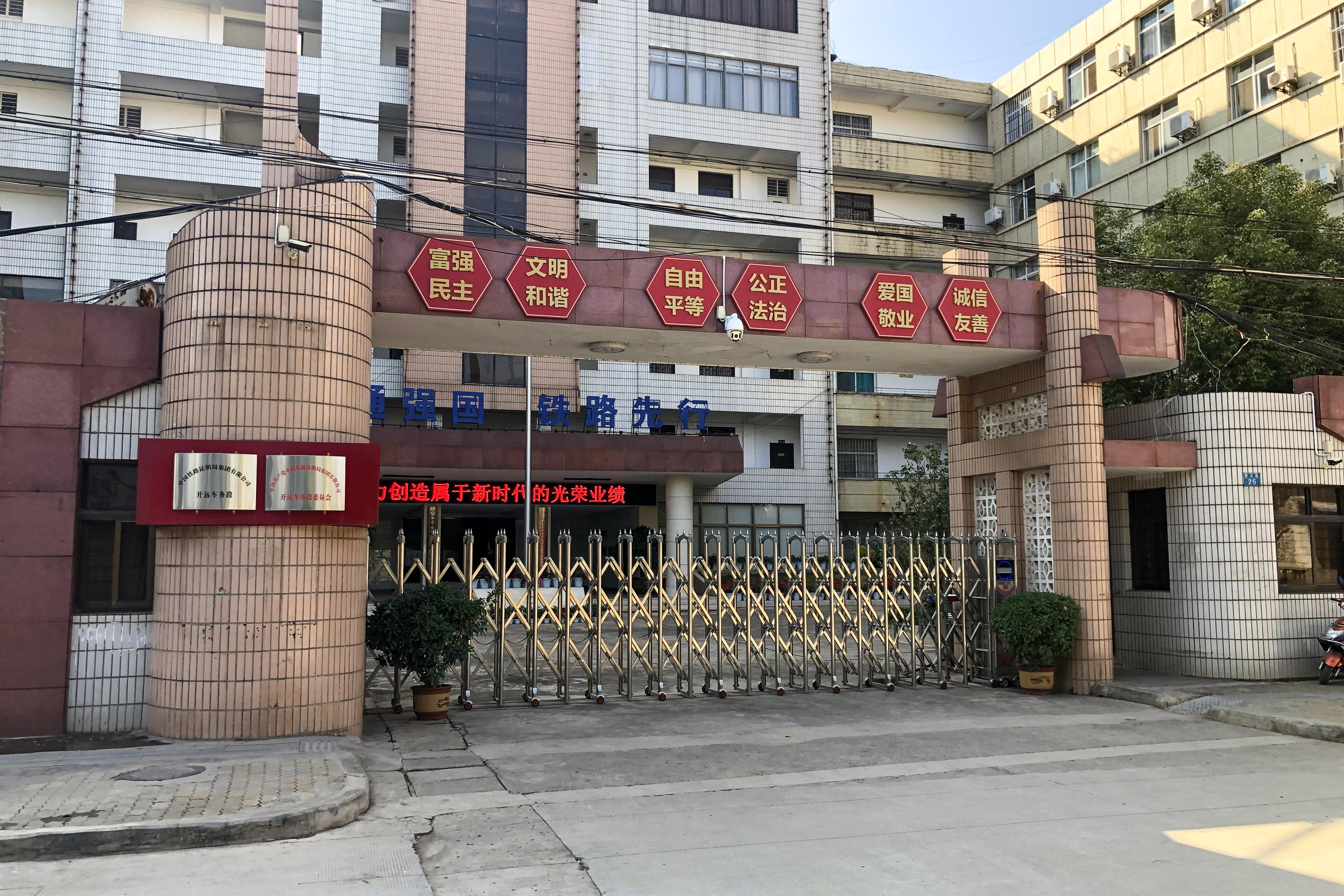
开远车务段

中国铁路昆明局集團有限公司管辖沪昆高速线、南昆高速线2条标准轨铁路客运专线的云南段；贵昆、成昆、南昆3条准轨电气化铁路干线；昆河、蒙宝2条米轨铁路干线；昆玉、玉蒙、蒙河、广大、水红5条地方、合资铁路；羊场、东川、盘西Ⅰ线、昆阳、安宁、东王6条准轨支线；昆石、昆小、草官3条米轨支线。成昆线在四川省花棚子站K784+970处与成都局交界、贵昆线在凤凰山站K367+000处与成都局交界，南昆线在贵州省威舍站K491+129处与南宁局交界，昆河线在中越铁路大桥K464+444处（河口-老街间）与越南衔接。
昆明局集团还管辖2021年12月开通的中老铁路玉磨段，磨万段（老挝段）由老中铁路公司委托中国铁路昆明局集团公司运营维护。

## 开行列车
跨局列车
- G406/3次（昆明南——北京西 高速动车组列车）
- G1376/5次（昆明南——上海虹桥 高速动车组列车）
- G1398/7次（昆明南——合肥南 高速动车组列车）
- G1422/1次（昆明南——杭州东 高速动车组列车）

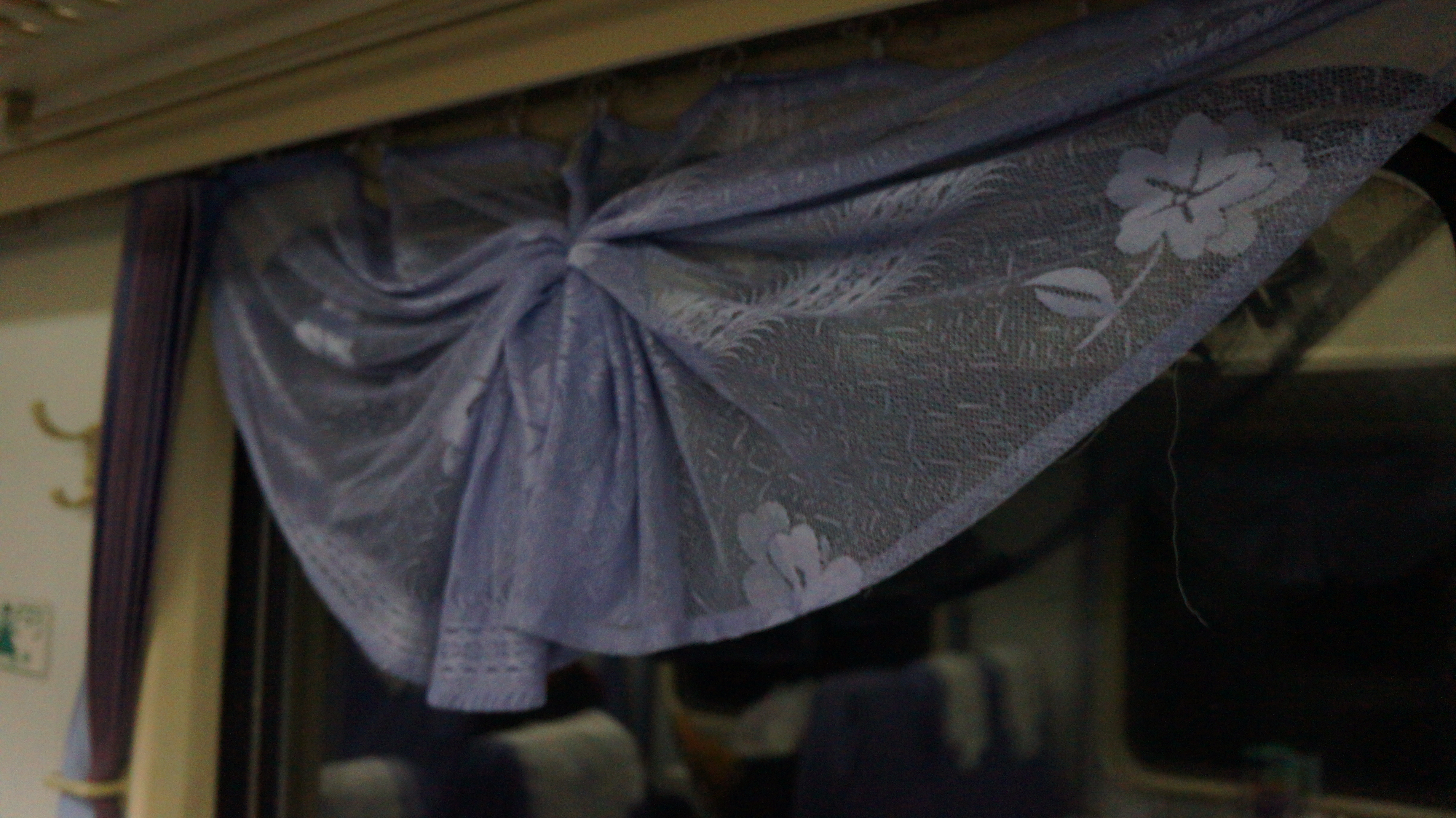
昆明铁路局担当客运乘务的每趟列车的窗帘都会扎成蝴蝶型形状

- G1536/5次（玉溪——郑州东 高速动车组列车）
- G1538/7次（昆明南——郑州东 高速动车组列车）
- G2872/9次（昆明南——重庆西 高速动车组列车）
- G2886/7次（昆明南——成都东 高速动车组列车）
- G2924/1、G2922/3次（昆明南——深圳北 高速动车组列车）
- G2978/5、G2984/3、G2988/7次（昆明南——贵阳北 高速动车组列车）
- D3856/3、D3802/3次（玉溪——广州南 动车组列车）
- D3820/17、D3842/3次、D3828/5、D3828/5次、D3836/3、D3830/1次、D3840/37、D3822/3次（昆明南——广州南 动车组列车）
- D3944/3次（昆明南——衡阳东 动车组列车）
- D3958/5、D3956/7次（昆明南——北海 动车组列车）
- D3794/5、D3796/3次（广州南——百色 动车组列车，套跑车）
- D3756/1次（广州南——南宁东 动车组列车，套跑车）
- Z54/3次（昆明——北京西 直达列车）
- Z162/1次（昆明——北京西 直达列车）
- Z288/289、Z290/287次列车（昆明——宁波 直达列车）
- T382/1次（昆明——上海南 特快列车）
- K80/79次（昆明——上海南 快速列车）
- K739/40次（昆明——上海南 快速列车）
- K146/5次（昆明——成都 快速列车）
- K156/5次（昆明——南京 快速列车）
- K232/229、K230/231次（昆明——厦门 快速列车）
- K366/363、K365/364次（昆明——广州 快速列车）
- K433/432、K434/431次列車（玉溪——北京西 快速列车）
- K491/492次列车（昆明——濟南 快速列车）
- K986/7、K988/5次（昆明——西寧 快速列车）
- K1206/1207、K1208/1205次列車（昆明——深圳東 快速列车）
- K1502/1503、K1504/1501次列車（昆明——烏魯木齊 快速列车）
- 6062/1次（昆明——六盘水 普通旅客列车）

管内列车
- D8608/7次（昆明南——富宁 动车组列车）
- D8612/1次、D8614/3次（昆明南——普者黑 动车组列车）
- D8622/1次、D8624/3次（昆明南——弥勒 动车组列车）
- D8641/2次、D8645/6次（昆明南——玉溪 动车组列车）
- D8648/7次（昆明——昆明南 动车组列车）
- 昆明南——大理 动车组列车（21对）
- D8707/86次（富宁——大理 动车组列车）
- K6133/4次（河口北——昆明 快速列车）
- K9601/2/3/4次、K9605/6/7/8次、K9685/6/7/8次（昆明——丽江 快速列车）
- K9688次（丽江——昆明 快速列车）
- K9615/6/7/8次（宣威——昆明 快速列车）
- K9811/2/3/4次（昆明——蒙自 快速列车）
- K9815/6/7/8次、K9821/2/3/4次、K9825/6/7/8次、K9831/2/3/4次（昆明——河口北 快速列车）
- K9868/5、K9866/7次（昆明——玉溪 快速列车）
- 7451/2/3/4次（昆明——红果 普通旅客列车）
- 7466/5次（原6162/1次昆明——攀枝花 普通旅客列车，2020年5月因乌东德工程缩短至元谋西）

城际特快列车
- Z8301/8304、Z8303/8306、Z8307/8308、Z8309/8310、Z8311/8312、Z8315/8316、Z8317/8318、Z8319/8320、Z8321/8322（昆明——曲靖 直达列车）
- T9022/1次、T9024/3次（昆明——宣威 特快列车）

米轨客运

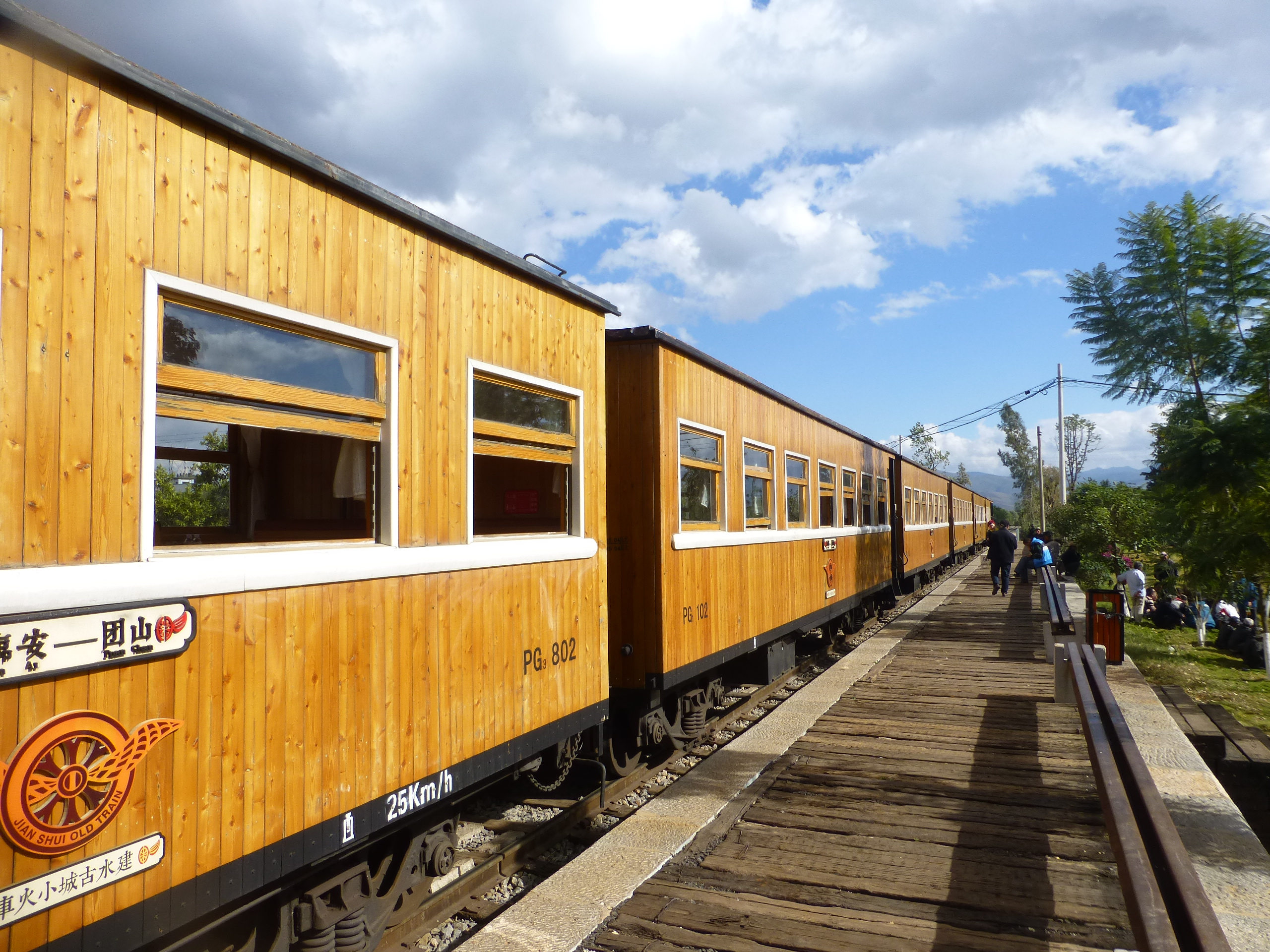
蒙宝铁路上开行的“米轨小火车”

2008年6月15日，昆明铁路局将原先用于开行职工通勤的米轨客车（昆明北——王家营），延伸到石咀，并且开始对外办理客运业务。这一措施引起了昆明市民的追捧，百年米轨铁路又开始复苏，进而成为一种周末出游的时尚。然而由于地铁4号线的建设需要导致部分路段暂时拆除，米轨客车于2017年暂时停运，目前恢复运营时间仍然未知。
- 8861/8870次（昆明北——王家营）
- 8862/63/68/69次（王家营——石咀）
- 8866/8867次（石咀——昆明北）

2015年为发展建水旅游，昆明铁路局将蒙宝铁路建水东站–团山站段恢复客运，开行“米轨小火车”。